# Бейтсвилл (Арканзас)
Бейтсвилл (англ. Batesville) — город, расположенный в округе Индепенденс (штат Арканзас, США) с населением в 10 248 человек по переписи 2010 года. Является административным центром округа.
Город находится в 183 километрах к северу от столицы штата Арканзас, города Литл-Рок.

## История
Бейтсвилл является вторым после города Джорджтаун старейшим муниципалитетом штата Арканзас. Город получил своё название в честь его основателя и первого делегата в Конгресс США от Арканзаса Джеймса Вудсона Бейтса.
В XIX веке Бейтсвилл был одним из важнейших портов на реке Уайт-Ривер, обслуживая движение судов и грузовых потоков в северные районы Арканзаса.

## География

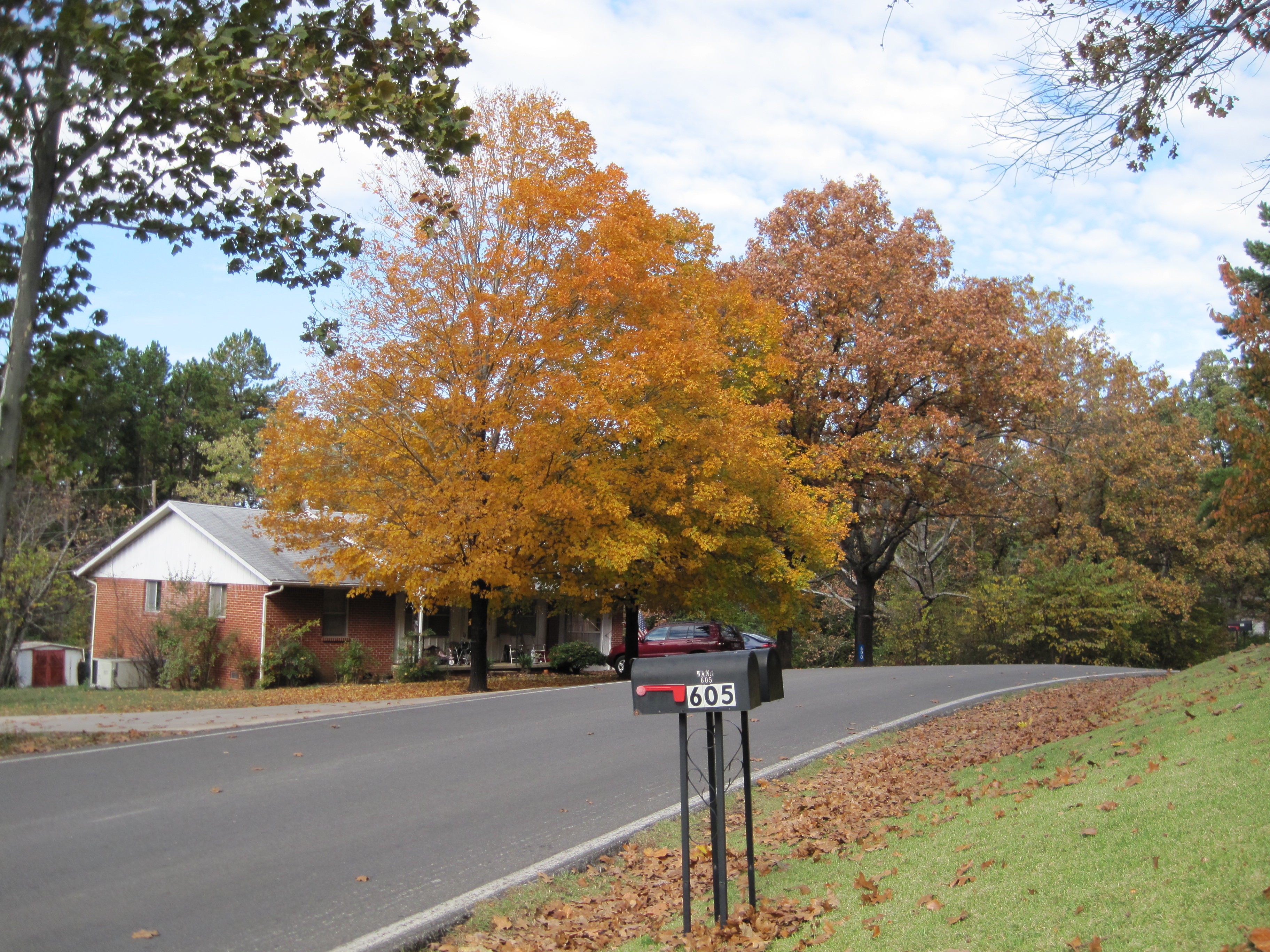
Жозефин-стрит в осенний период

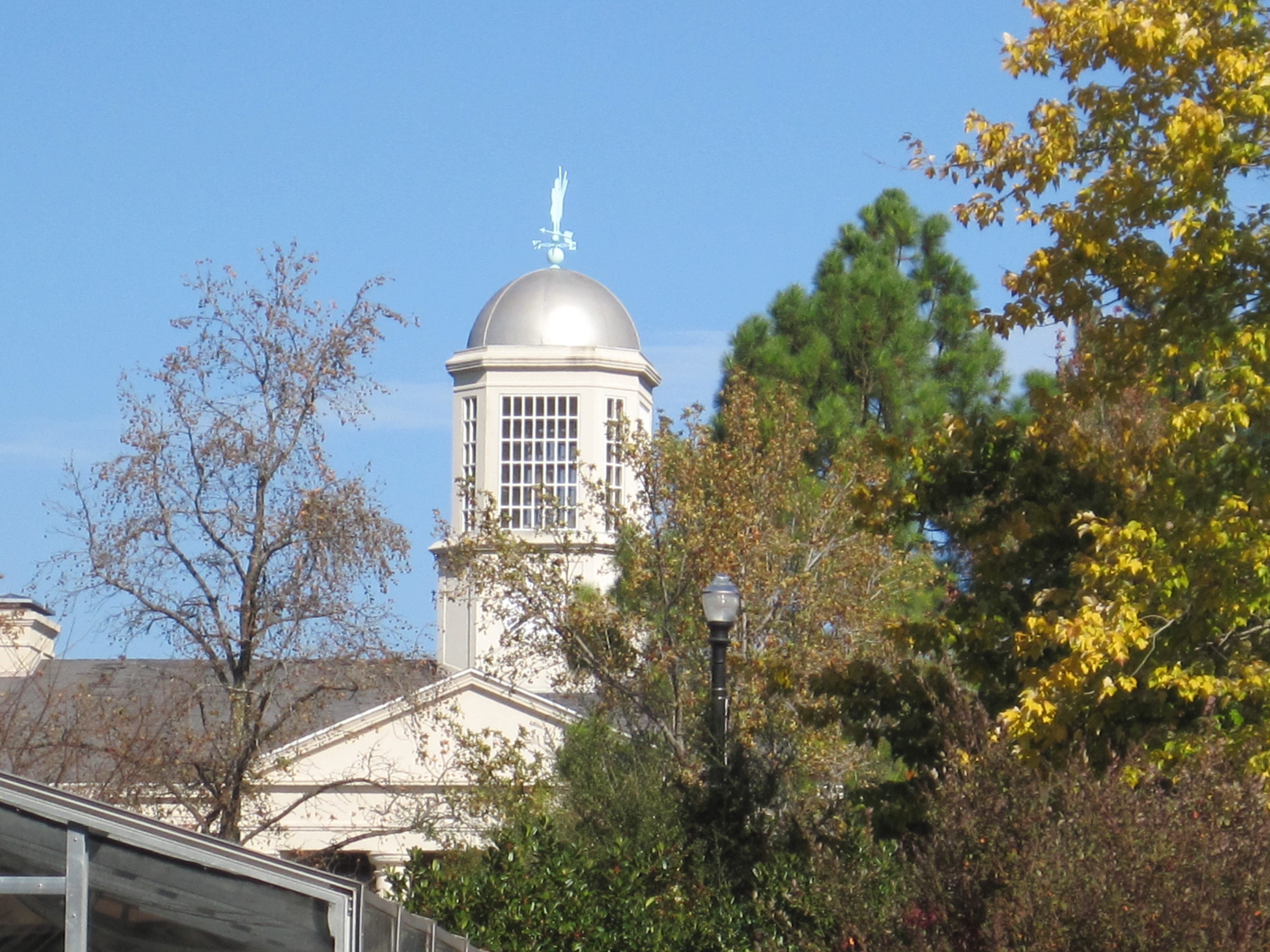
Здание Лайон-Колледж

По данным Бюро переписи населения США город Бейтсвилл имеет общую площадь в 27,45 км², из которых 26,94 км² занимает земля и 0,52 км² — вода. Площадь водных ресурсов округа составляет 1,89 % от всей его площади.
Бейтсвилл расположен на высоте 103 метров над уровнем моря.

## Демография
По данным переписи населения 2000 года в Бейтсвилле проживало 9445 человек, 2383 семьи, насчитывалось 3777 домашних хозяйств и 4146 жилых домов. Средняя плотность населения составляла около 353,9 человек на один квадратный километр. Расовый состав Бейтсвилла по данным переписи распределился следующим образом: 91,42 % белых, 4,65 % — чёрных или афроамериканцев, 0,29 % — коренных американцев, 1,16 % — азиатов, 0,07 % — выходцев с тихоокеанских островов, 1,01 % — представителей смешанных рас. Испаноговорящие составили от всех жителей города.
Из 3777 домашних хозяйств в 28,5 % — воспитывали детей в возрасте до 18 лет, 49,4 % представляли собой совместно проживающие супружеские пары, в 10,5 % семей женщины проживали без мужей, 36,9 % не имели семей. 33,8 % от общего числа семей на момент переписи жили самостоятельно, при этом 16,9 % составили одинокие пожилые люди в возрасте 65 лет и старше. Средний размер домашнего хозяйства составил 2,28 человек, а средний размер семьи — 2,92 человек.
Средний доход на одно домашнее хозяйство в городе составил 33 133 доллара США, а средний доход на одну семью — 42 634 доллара. При этом мужчины имели средний доход в 31 068 долларов США в год против 20 506 долларов среднегодового дохода у женщин. Доход на душу населения в городе составил 17 753 доллара в год. 11,1 % от всего числа семей в округе и 14,5 % от всей численности населения находилось на момент переписи населения за чертой бедности, при этом 15,1 % из них были моложе 18 лет и 16,6 % — в возрасте 65 лет и старше.

## Известные уроженцы и жители
- Уильям Рид Миллер — двенадцатый губернатор Арканзаса
- Элиша Бакстер — тринадцатый губернатор Арканзаса
- Дэниель Хейгвуд — питчер Бостон Ред Сокс
- Марк Мартин — гонщик NASCAR
- Рик Мандей — игрок Главной лиги бейсбола[3]
- Чарли Стронг — тренер футбольной команды Луисвилльского университета